# Arturo Casado
Arturo Casado, španski atlet, * 26. januar 1983, Madrid, Španija.
Za Casadovo paradno disciplino velja tek na 1500 m, v katerem je osvojil naslov evropskega in sredozemskega prvaka. Sodeloval je tudi na Poletnih olimpijskih igrah 2008, a je v Pekingu izpadel v polfinalu.

## Kariera
Casado je nase prvič opozoril kot mladinec leta 2001, ko je v teku na 1500 m na Evropskem mladinskem prvenstvu osvojil bronasto kolajno. Naslednje leto se je nato udeležil Svetovnega mladinskega prvenstva in zasedel končno šesto mesto. Po daljšem obdobju brez vidnejših izidov na mednarodni atletski sceni se je leta 2005 izstrelil v sam svetovni vrh. Na Evropskem dvoranskem prvenstvu je namreč sredi domačega Madrida osvojil četrto mesto in ta dosežek kmalu nadgradil še z zmago na Evropskem prvenstvu do 23 let. Odlično je nastopil tudi na Sredozemskih igrah v Almeríi, saj je Španiji s časom 3:45.61 prinesel zlato kolajno. Vrhunec sezone pa je zanj napočil v začetku avgusta, ko je nastopil na Svetovnega prvenstva v Helsinkih. Sredi finske prestolnice se je uvrstil v svoj prvi finale Svetovnih prvenstev in se nato s časom 3:39.45 uvrstil na peto mesto. Za zmagovalcem, Bahrajncem Rašidom Ramzijem, je zaostal za nekaj manj kot dve sekundi, do brona pa mu je zmanjkala sekunda in pol.
Leta 2006 je nastopil na Evropskem prvenstvu v Göteborgu in zasedel četrto mesto, z okoli sekundo zaostanka za tretjeuvrščenim rojakom Juanom Carlosom Higuerom. Na Evropskem dvoranskem prvenstvu 2007 je Casado s sotekmovalci slavil kar trojno zmago. Na najvišjo stopničko se je zavihtel Higuero, drugi je bil Diego Gallardo, tretji pa Casado. Tistega leta je sledilo še Svetovno prvenstvo v japonski Osaki, kjer so se vsi trije španski junaki z Evropskega dvoranskega prvenstva prebili v finale. Tam pa se je vrstni red obrnil, saj je bil najboljši Španec prav Casado, ki je s časom 3:35.62 v cilj pritekel kot sedmi. Leta 2008 sta se odvili dve za Casada zelo pomembni tekmovanji. Prvo je bilo Svetovno dvoransko prvenstvo, ki ga je organizirala domača Valencija. V teku na 1500 m je zmagal Etiopijec Deresse Mekonnen pred Kenijcem Danielom Kipchirchirjem Komenom, za bron sta se pomerila Casado in Higuero. Srečnejši je bil slednji, ki je s časom 3:38.82 rojaku za šest stotink speljal kolajno.
Po finalnem teku je sledilo zadovoljstvo pri španskih navijačih, saj je prišlo obvestilo, da so Mekonnena diskvalificirali zavoljo prestopa svoje črte in da je končni vrstni red Komen, Higuero in Casado. Diskvalifikacijo so odgovorni kasneje umaknili, tako da je Casado padel nazaj na prvotno četrto mesto. Zatem so sledile Poletne olimpijske igre 2008 v Pekingu, na katerih je po zanesljivem preboju iz svoje kvalifikacijske skupine Casado izpadel v polfinalu. S časom 3:41.57 je namreč zasedel šele 11. mesto, medtem ko se je v finale uvrstilo pet tekmovalcev avtomatično in še morebitna dva po času. Za avtomatično uvrstitvijo v finale je zaostal za več kot štiri sekunde.
Največji dosežek Casadove kariere je napočil z Evropskim prvenstvom 2010 v domači Barceloni. Sredi katalonske prestolnice je namreč pritekel do zlate kolajne, pred Nemcem Carstenom Schlangenom in rojakom Manuelom Olmedom. Uspeh je bil še toliko večji, saj je Casado postal eden od presenetljivo le dveh španskih atletov, ki so se pred domačo publiko veselili naslova evropskega prvaka. Druga je bila Nuria Fernández, ki je prav tako slavila v tek na 1500 m.
Casado ima v svojih vitrinah tudi dva naslova španskega prvaka. V teku na 1500 m je bil najboljši v državi v letih 2005 in 2008.

## Osebni rekordi
| Disciplina         | Dosežek | Prizorišče         | Datum            |
| ------------------ | ------- | ------------------ | ---------------- |
| 800 m              | 1:44.74 | Rieti, Italija     | 29. avgust 2010  |
| 800 m (v dvorani)  | 1:48.72 | Valencija, Španija | 16. februar 2008 |
| 1500 m             | 3:32.70 | Berlin, Nemčija    | 22. avgust 2010  |
| 1500 m (v dvorani) | 3:38.11 | Valencija, Španija | 9. februar 2008  |
| 3000 m             | 7:58.43 | Zaragoza, Španija  | 31. maj 2008     |
| 3000 m (v dvorani) | 7:49.86 | Valencija, Španija | 13. februar 2010 |

- Vir:[2]